# Alatiri járás
Az Alatiri járás (oroszul Алатырский район, csuvas nyelven Улатăр районĕ) Oroszország egyik járása Csuvasföldön. Székhelye Alatir.

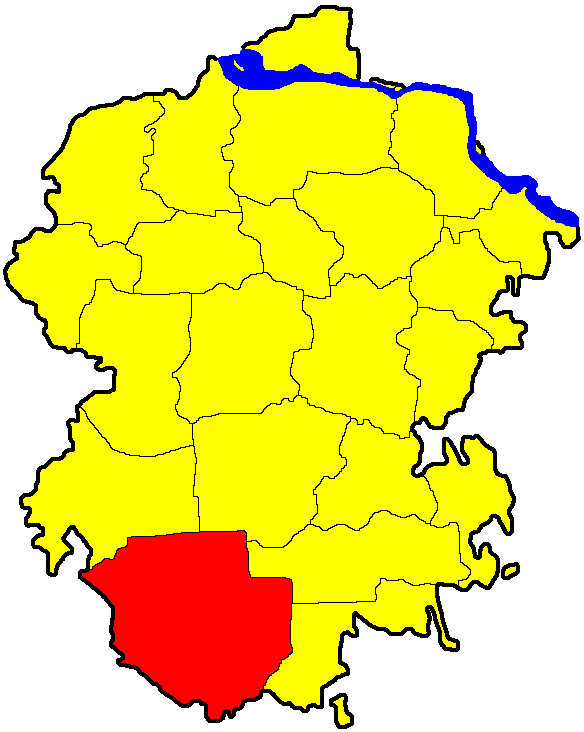
Az Alatiri járás Csuvasföldön

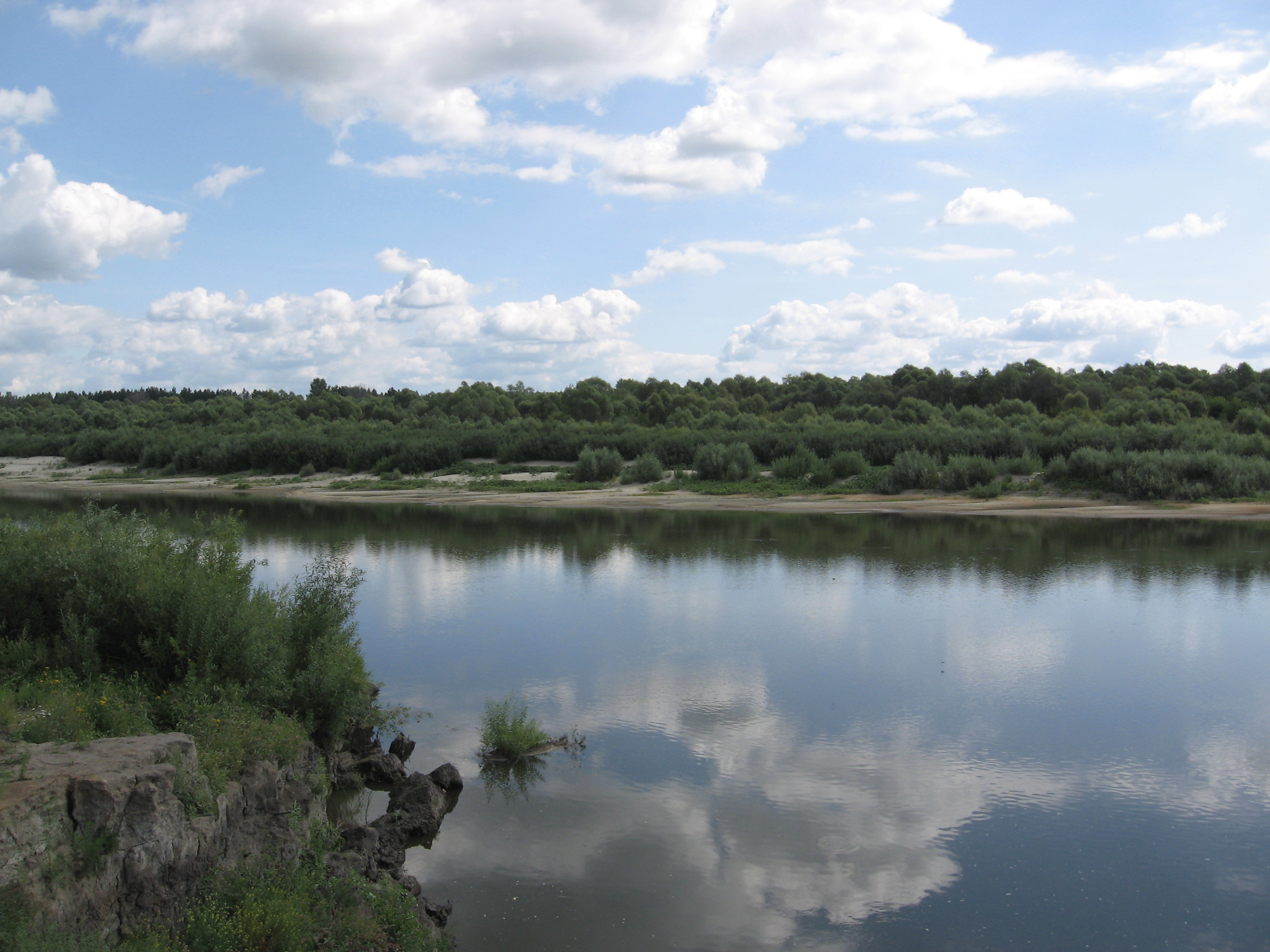
A Szura folyó a járás területén

## Népesség
- 2002-ben 21 630 lakosa volt, melynek 70%-a orosz, 11%-a csuvas, 11%-a mordvin, a többiek főleg tatárok és ukránok.
- 2010-ben 17 242 lakosa volt.